# Kerkhof van Stalhille
Het Kerkhof van Stalhille is een gemeentelijke begraafplaats in het Belgische dorp Stalhille in de gemeente Jabbeke. Het kerkhof ligt rond de Sint-Jan-de-Doperkerk in het centrum van het dorp.

## Oorlogsgraven
Op het kerkhof liggen twee Canadese officieren die sneuvelden op 28 mei 1918. Zij werden op die dag met hun vliegtuig (Airco DH.9) boven Stalhille neergeschoten. Het gaat om de luitenant Russell McKay Hall, aanvankelijk in dienst bij de Canadian Infantry maar die later overstapte naar de Royal Air Force en de luitenant Frederick Holmes Reilly, ook in dienst bij de Royal Air Force. De graven worden onderhouden door de Commonwealth War Graves Commission en zijn daar geregistreerd als Stalhille Churchyard.